# James Melvill van Carnbée
James Arnaud Henri Louis Melvill van Carnbée (ur. 11 sierpnia 1867 w Hadze, zm. 4 stycznia 1944 w Zeist) – holenderski oficer i szermierz, brązowy medalista olimpijski.
Był zawodowym wojskowym. Dosłużył się stopnia kapitana Koninklijke Marine. Stacjonował między innymi w Holenderskich Indiach Wschodnich.
Na olimpiadzie letniej w Atenach w 1906 roku Holendrzy w składzie: James Melvill van Carnbée, Maurits Jacob van Löben Sels, George van Rossem i Johannes Osten zdobyli brązowy medal w szpadzie drużynowej. W szabli indywidualnej dotarł do półfinałów, a w turnieju szablistów - 3 uderzenia odpadł w pierwszej rundzie. Startował także w szpadzie indywidualnej, w której dotarł do półfinałów.
Pochodził z rodziny wywodzącej się ze Szkocji, która w Holandii otrzymała tytuł barona.